# José María Landavere
José María Landavere (La Paz, 1753 - ibid. 1827) fue un abogado paceño que estuvo involucrado en los movimientos revolucionarios de 1805 y posteriormente declaró su lealtad al rey en 1809. Fue gobernador de la Intendencia de La Paz en 1814.

## Orígenes
José María Landavere Paredes nació en La Paz el 5 de junio de 1753, fue hijo del capitán español Pedro Ángel Landavere y de la paceña María Teresa Paredes Peñaranda. Su padre provenía de la región de Navarra, hijo de Jorge Landavere y María de Ralde, había llegado al Alto Perú en la década de 1750, alcanzó el rango de Maestre de campo y fue dos veces alcalde de la ciudad.
En cuanto María Teresa Paredes, ésta pertenecía a una de las familias de la élite de la ciudad. Sus padres, el español José Francisco Paredes y Leonor Peñaranda llegaron a acumular una importante fortuna a partir de las haciendas que adquirieron, tuvieron 5 hijos y 2 hijas. Los 5 hijos llegaron a ser miembros de la Iglesia católica y formaron sus propias fortunas, que a partir de 1758 empezaron a heredar sus hermanas María Teresa y María Josefa. Esta última llegó a casarse con el coronel Miguel Antonio del Llano y murió sin descendencia en 1780. Esto dejaba a María Teresa como única heredera de la fortuna de la familia Paredes, tan solo en 1758 la fortuna del hermano mayor llegaba a 150.000 pesos.
Pedro Ángel Landavere y María Teresa Paredes tuvieron tres hijos: Manuela, María Josefa y José María.

## Estudios y el movimiento libertario
José María Landavere fue enviado muy joven a estudiar en la Universidad Mayor Real y Pontificia San Francisco Xavier de Chuquisaca, allí consiguió el título de abogado y regresó a La Paz a inicios de la década de 1780. Landavere fue muy influido por los pensamientos de la Revolución francesa y tomó contacto con varios personajes como José Ramón de Loayza Pacheco y Pedro Domingo Murillo.
Landavere y sus nuevos contactos idearon un movimiento libertario que iniciaría de manera coordinada desde Cuzco y le seguirían ciudades como La Paz y Arequipa. Pero en mayo de 1805 el complot fue descubierto por las autoridades españolas en la primera de éstas ciudades y los demás grupos revolucionarios fueron perseguidos. En La Paz el gobernador Antonio Burgunyó y Juan ordenó hacer varios arrestos, el nombre de José María Landavere circulaba entre los principales cabecillas pero se libró de toda culpa pagando fuertes cantidades de dinero tanto al gobernador como a su asesor Tadeo Dávila.
Luego de tales sucesos Landavere dejó de tomar contacto con el movimiento libertario y se dedicó a atender sus propiedades. En 1809 estalló la Revolución de La Paz el 16 de julio cuando un grupo de sublevados tomaron el cuartel y se repartieron armas entre ellos, Landavere era tan ajeno a este movimiento que cuando dio inicio él se encontraba rezando el rosario en una de las iglesias de la ciudad. El 18 de julio sus antiguos compañeros revolucionarios le conceden un puesto dentro del Cabildo, Landavere decide renunciar a ese puesto unos días más tarde y abandona la ciudad el 24 de julio en compañía del obispo Remigio de la Santa y Ortega que fue desterrado por las nuevas autoridades. Landavere se estableció en su haciendo de Millocato y pretendía permanecer allí, pero en septiembre el obispo había recibido correspondencia de algunos españoles como Joaquín Revuelta, que pretendían enfrentarse a los revolucionarios en la región de Yungas, el clérigo se decidió a unirse a ellos y Landavere optó por regresar a la ciudad y tomar contacto con los españoles que todavía permanecían allí.
Landavere se reúne con personajes como Domingo Chirveches y Pedro Indaburu para preparar una contra revolución, aprovechando que el ejército del nuevo gobierno sale de la ciudad se produce un movimiento español el 12 de octubre y logra tomar prisioneros a los cabecillas revolucionarios y controla la ciudad. La situación dura pocos días, el ejército revolucionario retorna el 19 de octubre y retoma la ciudad. Landavere se refugia en el monasterio de la Iglesia de Santo Domingo y esa noche huye de la ciudad con rumbo a Millocato, permanece allí hasta el 25 de octubre cuando se entera de la llegada del ejército español de José Manuel de Goyeneche que finalmente derrota el movimiento revolucionario.

## Independencia y muerte
Luego de la derrota de la revolución, Landavere permanece leal a la corona española pero en 1811 firma un documento donde reconoce la autoridad de la Junta de Buenos Aires. Cuando la Junta envió un ejército al mando de Juan José Castelli, Landavere decide huir a Arequipa y se enlista en el ejército de Goyeneche. Participa en la Batalla de Huaqui y entra triunfante a La Paz junto al ejército español en julio de 1811.
El 24 de noviembre de 1813 Landavere recibe el rango de teniente coronel y permanece en la ciudad de La Paz, en 1814 llegó a la región la Rebelión del Cuzco y el 24 de septiembre los rebeldes toman la ciudad. No se tiene registro de cuál fue la situación de Landavere en ese momento, el día 28 de septiembre se produjo una matanza de españoles y criollos donde murieron más de 60 personas pero Landavere ni siquiera aparece arrestado. En noviembre el ejército español bajo el mando del coronel Juan Ramírez Orozco retoma la ciudad y allí aparece Landavere para recibir al coronel Ramírez.
El 5 de noviembre de 1814, Landavere recibe el cargo de gobernador interino de la Intendencia de La Paz, ocupará este cargo hasta el 26 de octubre de 1816. Durante su gobierno persiguió a varios revolucionarios pero fue criticado por no ser más duro y decidido con esa tarea. Sin embargo, cuando en nuevo gobernador Mariano Ricafort se hizo cargo del gobierno, fue Landavere quien acusó a varios de los revolucionarios que permanecían en La Paz y acabarían fusilados.
Landavere desaparece de la vida pública en los siguientes años y solo a principios de la década de 1820 se lo menciona de nuevo como un defensor de la revolución y la independencia. En 1825 llegó a alojar a Simón Bolívar en su casa cuando éste visitaba la ciudad de La Paz. José María Landavere falleció el 8 de febrero de 1827 y fue sepultado en la Iglesia del Carmen.

## Herencia
Como ya se ha mencionado la madre de Landavere, María Teresa Paredes, se convirtió en la única heredera de la fortuna de su familia. Ella recibió su herencia entre 1758 y 1780. Las hermanas de Landavere tuvieron vidas cortas, Manuela murió joven y soltera mientras que María Josefa se llegó a casar con Manuel José de Villaverde y Orueta con quien tuvo una niña de nombre Teresa. María Josefa y su esposo murieron a los pocos años de ser padres y la pequeña quedó al cuidado de su abuela.
En la casa de José María Landavere vivieron muchos años su madre María Teresa Paredes y la pequeña Teresa Villaverde, a quien Landavere quería como a una hija. 
Cuando Landavere regresó de sus estudios en la universidad, estableció una relación amorosa con María Gregoria Nieto, tercera condesa de Alastaya, quien estaba casada con Ramón de Roxas y Orueta. Gregoria había abandonado a su esposo tiempo atrás y se había establecido en su propia casona, allí vivió junto a Landavere durante algunos años y fruto de esta relación tuvieron una hija:
- María Josefa Rosa, la pareja decidió dejar a la niña al cuidado de la familia Rodríguez que la adoptó indicando que la pequeña fue abandonada en la puerta de su casa. Años después Landavere reconoció a su hija y arregló un matrimonio ventajoso con José Tiburcio León de la Barra y Loayza, esta pareja llegó a tener 10 hijos. El 3 de julio de 1840 María Gregoria Nieto reconoce a su hija públicamente y pretende nombrarla su heredera pero la justicia no reconoce a la hija como legítima heredera.

Landavere sabía que no podía dejar la fortuna que había heredado en manos de su hija, si bien le aseguró una buena dote y un buen matrimonio. La fortuna de la familia Paredes llegó a manos de su sobrina, Teresa Villaverde y Landavere, ésta se casó con José Antonio Diez de Medina y Calderón de la Barca y tuvieron dos hijos. Así la fortuna Paredes llegó a manos de la familia Diez de Medina. 